# Sergej In-Fa-Lin
Sergei In-Fa-Lin, "Sigge", född 3 juni 1966 i Ryssland, är en bandyspelare (mittfältare) och tränare. Han är bror till bandyspelaren Denis In-Fa-Lin och far till Vladimir In-Fa-Lin som spelat i Vetlanda BK. 
Sergei In-Fa-Lin kom från sin moderklubb SKA Jekaterinburg till Sverige och Målilla GoIF Bandy på 1990-talet. Han har sedan spelat i Allsvenskan för IFK Motala och Edsbyns IF innan han kom till Vetlanda BK inför säsongen 2000/2001.
Sergei In-Fa-Lin har spelat 30 landskamper för Ryssland. Sergei var tidigare förbundskapten för Lettland och har även tränat Åby/tjureda IF i bandyallsvenskan.